# Hachmannbrücke

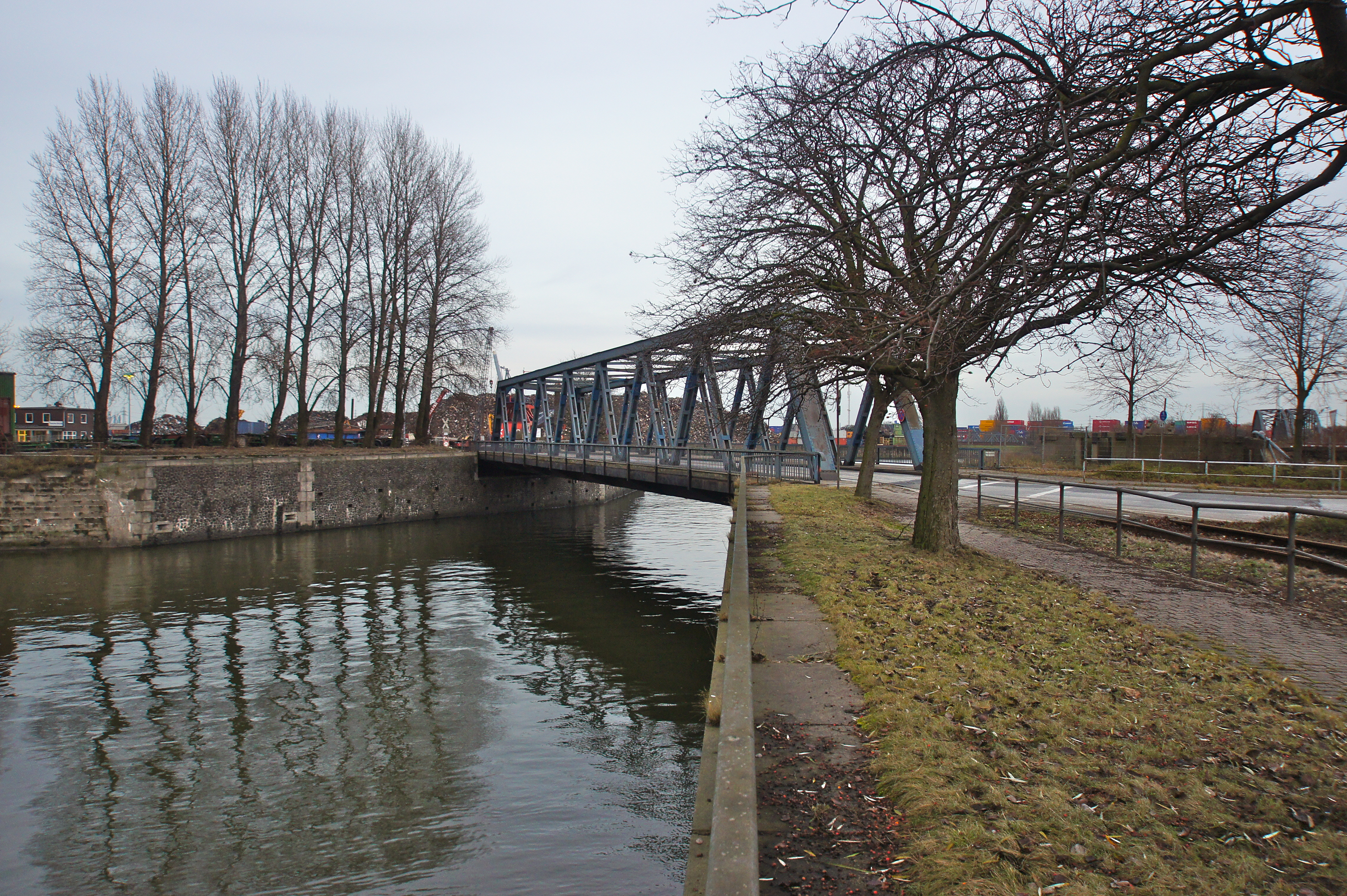
Hachmannbrücke

Die Hachmannbrücke ist eine Straßen- und Eisenbahnbrücke im Hamburger Stadtteil Steinwerder. Mit dieser Brücke quert die gleichnamige Straße den Roßkanal. Brücke und Straße sind nach Bürgermeister Gerhard Hachmann benannt.
Die im Jahr 1941 fertiggestellte Fachwerkbrücke hat eine Länge von 64,80 m, die Spannweite zwischen den Widerlagern beträgt 64,00 m. Die Konstruktionshöhe des parallelgurtigen Strebenfachwerks ist 7,20 m und die Breite des Fachwerkträgers ist 13,50 m.
An der Hachmannbrücke wurden im Jahr 2016 umfangreiche Erhaltungsmaßnahmen vorgenommen. Sie ist von der Hamburger Behörde für Kultur und Medien mit der Nummer 28732 als Kulturdenkmal erfasst.   